# Fictions (nouvelles)
Ficciones
Pour les articles homonymes, voir Fictions.
Fictions (en espagnol : Ficciones) est un recueil de nouvelles de Jorge Luis Borges publié en 1944, pour lequel il reçoit le prix international des éditeurs en 1961.

## Histoire éditoriale
Le contenu du recueil s'est enrichi au fur et à mesure des différentes éditions.
| Le Jardin aux sentiers qui bifurquent (1941) | Fictions (1944)                       | Fictions (1956)                                               | Préoriginale                                                                                   |
| -------------------------------------------- | ------------------------------------- | ------------------------------------------------------------- | ---------------------------------------------------------------------------------------------- |
| Prologue                                     | Prologue                              | Prologue                                                      |                                                                                                |
| Tlön, Uqbar, Orbis Tertius                   | Tlön, Uqbar, Orbis Tertius            | Tlön, Uqbar, Orbis Tertius avec un Post-scriptum daté de 1947 | Revue Sur, no 68, mars 1940                                                                    |
| L'Approche d'Almotasim                       | L'Approche d'Almotasim                | L'Approche d'Almotasim                                        | Recueil Histoire de l'éternité, 1936                                                           |
| Pierre Ménard, auteur du Quichotte           | Pierre Ménard, auteur du Quichotte    | Pierre Ménard, auteur du Quichotte                            | Revue Sur, no 56, mai 1939.                                                                    |
| Les Ruines circulaires                       | Les Ruines circulaires                | Les Ruines circulaires                                        | Revue Sur, no 75, décembre 1940                                                                |
| La Loterie à Babylone                        | La Loterie à Babylone                 | La Loterie à Babylone                                         | Revue Sur, no 76, janvier 1941                                                                 |
| La Bibliothèque de Babel                     | La Bibliothèque de Babel              | La Bibliothèque de Babel                                      | Premier état du texte, sous le titre La Bibliothèque totale dans la revue Sur n° 59, août 1939 |
| Examen de l'œuvre d'Herbert Quain            | Examen de l'œuvre d'Herbert Quain     | Examen de l'œuvre d'Herbert Quain                             | Revue Sur, no 79, avril 1941                                                                   |
| Le Jardin aux sentiers qui bifurquent        | Le Jardin aux sentiers qui bifurquent | Le Jardin aux sentiers qui bifurquent                         | Pas de préoriginale                                                                            |
|                                              | Section Artifices : Prologue          | Section Artifices : Prologue et Post-scriptum                 |                                                                                                |
|                                              | Funes ou la mémoire                   | Funes ou la mémoire                                           | Journal La Nación, 7 juin 1942                                                                 |
|                                              | La Forme de l'épée                    | La Forme de l'épée                                            | Journal La Nación, 26 juillet 1942                                                             |
|                                              | Thème du traître et du héros          | Thème du traître et du héros                                  | Revue Sur, no 112, février 1944                                                                |
|                                              | La Mort et la boussole                | La Mort et la boussole                                        | Revue Sur, no 92, mai 1942                                                                     |
|                                              | Le Miracle secret                     | Le Miracle secret                                             | Revue Sur, no 101, février 1943                                                                |
|                                              | Trois versions de Judas               | Trois versions de Judas                                       | Revue Sur, no 118, août 1944                                                                   |
|                                              |                                       | La Fin                                                        | Journal La Nación, 11 octobre 1953                                                             |
|                                              |                                       | La Secte du Phénix                                            | Revue Sur, no 215/216, septembre/octobre 1952                                                  |
|                                              |                                       | Le Sud                                                        | Journal La Nación, 8 février 1953                                                              |

## Organisation du recueil
Le recueil est divisé en deux parties : Le Jardin aux sentiers qui bifurquent et Artifices.

### Le Jardin aux sentiers qui bifurquent
- Titre original : El jardín de senderos que se bifurcan

#### Uqbar, Orbis Tertius
- Résumé : Récit à la première personne de la découverte, grâce à une encyclopédie et un miroir, d’une contrée imaginaire, Uqbar ; puis de Tlön, monde mythique dont les habitants croient à une forme d'idéalisme subjectif, niant la réalité des objets et des noms.
- Titre original : Tlön, Uqbar, Orbis Tertius

#### L'Approche d'Almotasim
- Résumé : Fausse critique d’un livre qui raconterait l’histoire d’un étudiant libre penseur d’origine musulmane. Après avoir tué plus ou moins par erreur un hindou lors d’une émeute, il se met à la recherche d’un homme dont il pense qu’il approche la pureté spirituelle, Almotasim (Le chercheur d’appui). Une note finale a priori sans rapport met en scène des oiseaux cherchant un plume sur une montagne de Chine.
- Titre original : "El acercamiento a Almotásim"

#### Pierre Ménard, auteur du Quichotte
- Résumé : L’écrivain imaginaire Pierre Ménard veut réécrire à l’identique le Don Quichotte de Cervantes. Le résultat se révèle supérieur à l’original.
- Titre original : Pierre Menard, autor del Quijote

#### Les Ruines circulaires
- Résumé : Il voulait rêver un homme, et l’imposer à la réalité. Avec l'aide de Feu, il réussit. Mais peut-être est-il lui-même issu d'un rêve.
- Titre original : Las ruinas circulares

#### La Loterie à Babylone
- Résumé : Dans une Babylone mythique, tous les aspects de la vie sont devenus petit à petit soumis à une loterie. Ce n’est plus qu’un infini jeu de hasard.
- Titre original : La lotería en Babilonia

#### La Bibliothèque de Babel
- Résumé : La bibliothèque contient dans ses salles hexagonales éternelles toutes les variations possibles de 25 caractères typographiques dans des livres de 410 pages de 40 lignes de 80 caractères. Elle est infinie, car elle est cyclique et se répète sans cesse.
- Titre original : La biblioteca de Babel

#### Examen de l'œuvre d'Herbert Quain
- Résumé : Critique des œuvres d’un écrivain imaginaire : The god of the labyrinth est un roman policier qui se termine par la mauvaise solution. April March est un roman régressif combinatoire dont le premier chapitre est antérieur au second, lui-même antérieur au troisième. The secret mirror est une « comédie freudienne. »  Statements comporte huit nouvelles faites pour décevoir le lecteur.
- Titre original : Examen de la obra de Herbert Quain

#### Le Jardin aux sentiers qui bifurquent
- Résumé : Pendant la première guerre mondiale, Yu Tsun, espion pour le compte des allemands sur le point d’être découvert, cherche refuge chez le sinologue Stephen Albert, qui a découvert le secret du labyrinthe construit jadis par l’ancêtre de Yu Tsun.
- Titre original : El jardín de senderos que se bifurcan

### Artifices
- Première édition : 1944
- Titre original : Artificios

#### Funes ou la mémoire
- Résumé : Funes se souvient intégralement de tout ce qu'il a vécu et vu, ce qui l’empêche de penser correctement.
- Titre original : Funes el memorioso

#### La Forme de l'épée
- Résumé : Vincent Moon rejoint le groupe d’un révolutionnaire irlandais, mais se révèle être un lâche, puis bientôt un traître. Frappé par un coup d’épée qui lui laisse une énorme balafre au visage, il se réfugie en Amérique latine. Ce n’est pas le révolutionnaire irlandais qui raconte l’histoire, comme on aurait pu le croire, mais le traitre, qui se révèle à la dernière phrase.
- Titre original : La forma de la espada

#### Thème du traître et du héros
- Résumé : Un conspirateur irlandais, Fergus Kilpatrick, est assassiné la veille de la libération de son pays. Mais Kilpatrick a trahi sa cause, et sa mort est une gigantesque mise en scène pour qu'elle ressemble à celle d'un héros et marque la mémoire populaire. (Ses derniers faits et gestes sont copiés des pièces de Shakespeare).
- Titre original : Tema del traidor y del héroe

#### La Mort et la boussole
- Résumé : Le détective Erik Lönnrot tente de résoudre une mystérieuse série de meurtres qui semblent suivre un schéma kabbalistique. Les apparences sont cependant trompeuses. En suivant ce qui ressemble à des indices, il est victime de sa croyance en la raison abstraite.
- Titre original : La muerte y la brújula

#### Le Miracle secret
- Résumé : Hladik, écrivain, est arrêté et condamné à être fusillé, à Prague pendant la guerre. La veille de son exécution, il prie Dieu de lui accorder une année pour finir sa pièce de théâtre. Devant le peloton d'exécution, le temps s'arrête soudainement. Dieu l'a exaucé.
- Titre original : El milagro secreto

#### Trois versions de Judas
- Résumé : L’écrivain imaginaire Nils Runeberg présente successivement dans ses œuvres trois lectures du rôle de Judas : agent indispensable de la Rédemption ; se sacrifiant volontairement pour prouver que le bien ne peut appartenir qu’à Dieu ; réelle incarnation de Dieu devenu homme – jusqu’à l’infamie.
- Titre original : Tres versiones de Judas

#### La Fin
- Résumé : Un homme attend pendant plus de sept ans l'assassin de son frère pour le venger. Après un combat au couteau, il parvient enfin à le tuer mais il ne se sent pas pour autant libéré, devenant à son tour, celui qu'il vient d'éliminer, « l'autre », l'assassin.
- Titre original : El fin

#### La Secte du Phénix
- Résumé : Description énigmatique d’une société secrète remontant à l’ancienne Égypte. Tous les humains en font partie, et se reconnaissent par l’accomplissement d’un rituel étrange.
- Titre original : La secta del Fénix

#### Le Sud
- Résumé : Juan Dahlmann s’est gravement blessé à la tête par inattention, passionné qu’il était d’avoir découvert une vieille édition des Mille et une nuits. Après avoir frôlé la mort, il part en convalescence dans une maison au sud de la pampa. Sur son chemin, il est provoqué par trois hommes et obligé de se battre avec un couteau qu’il ne sait pas manier. Il considère que sa mort imminente est honorable : il l’aurait choisie s’il était toujours à l’hôpital – à moins qu’il n’en soit pas vraiment sorti.
- Titre original : El Sur

## Analyse de l'œuvre
À quelques exceptions près (Le Sud, La Fin, Thème du traître et du héros, et peut-être La Forme de l'épée), ces nouvelles s'inscrivent toutes dans le cadre de la littérature fantastique, mais en renouvelant le genre, au point qu'on a pu dire que Borges avait inventé la « philosophie-fiction ». Particulièrement frappantes sont à cet égard Tlön, Uqbar, Orbis Tertius et La Bibliothèque de Babel.
C'est dans ce livre qu'apparaissent les thèmes de prédilection de Borges : les nombreuses références littéraires, parfois volontairement fantaisistes (Examen de l'œuvre d'Herbert Quain ; Pierre Ménard, auteur du Quichotte), la métaphysique et la théologie (Tlön, Uqbar, Orbis Tertius ; Trois versions de Judas), les labyrinthes (Les ruines circulaires ; Le jardin aux sentiers qui bifurquent), l'infini (La Bibliothèque de Babel).

## Éditions
- Première édition française : Fictions, traduction de Paul Verdevoye et Nestor Ibarra, Gallimard, collection La Croix du Sud dirigée par Roger Caillois, 1951.

## Postérité
Fictions occupe le 79e rang au classement des cent livres du siècle établi en 1999 par la Fnac et le journal Le Monde.